# Voorwoord
Een voorwoord is een (meestal kort) stuk tekst, dat soms aan het begin van een boek of ander stuk literatuur wordt geplaatst. Soms wordt dit geschreven door iemand anders dan de primaire auteur. Bij latere edities van een boek wordt soms een nieuw voorwoord geschreven (dat verschijnt vóór een ouder voorwoord als dat er was), dat meestal de wijzigingen in de nieuwe editie behandelt.
Er is een duidelijk verschil tussen de informatie die een voorwoord verstrekt en de informatie die aangetroffen wordt in een inleiding. Het voorwoord gaat niet over de probleemstelling en de methode van onderzoek. Het is een persoonlijk getinte tekst, vandaar dat het voorwoord in de ik- of wij-vorm mag worden geschreven.
Het voorwoord behandelt:
- de geschiedenis van het onderzoek, verslag of tekst.
- dankwoord gericht tot medewerkers, bibliotheken, instituten, bedrijven en informanten die aan de totstandkoming van het onderzoek, verslag of tekst hebben meegewerkt.
- het kader waarin het onderzoek, verslag of tekst is geschreven.
- het verband met eerder verschenen of nog te verschijnen onderzoeken, verslagen of teksten.
- aanwijzingen omtrent het gebruik van het onderzoek, verslag of tekst.
- de taakverdeling die binnen een groep heeft plaatsgevonden.
- informatie over de auteurs.
- eventuele bronnen.

Het voorwoord is overigens geen verplicht onderdeel. Als geen van bovenstaande punten van toepassing is, dan kan dit onderdeel achterwege gelaten worden.